# Baskijsko gorje
Baskijsko gorje ( baskijski: Euskal Herriko arkua, "baskijski luk", španjolski: Montes vascos)  je planinski lanac nalazi na sjeveru Pirinejskog poluotoka. Zemljopisno se smatra istočnim dijelom šireg lanca kantabrijskog gorja. Lanac prolazi kroz baskijsku autonomnu zajednicu i zapadnu Navaru.

## Zemljopis
Baskijsko gorje je prijelazni lanac između dva velika, Kantabrijskog na zapadu i Pirineja na istoku. Geolozi nazivaju ovo područje "baskijski prag", a neki smatraju da su Kantabrijsko gorje i Pireneji jedan veći planinski lanac čijeg je baskijsko gorje samo dio.
Postoje dva paralelna pod-lanca protežu se od zapada prema istoku, jedan unutarnji i jedan priobalni. Između njih nalazi se 500 m visoka visoravan zvana "Llanada Alavesa" (Alaveške ravnice), gdje se nalazi Vitoria-Gasteiz. Istočno od Llanade nalazi se uska dolina zvana Burunda i njen nastavak Barranca (ili Sakana na baskijskom) koja odvaja dva lanca, s Urbasa-Andia smještena prema jugu i Aralara na sjeveru. Dolina sadrži glavnu infrastrukturu koja povezuje gradove Vitoria-Gasteiz i Pamplonu.

## Klima
Baskijski priobalni planinski lanac čini podjelu voda na mediteranski atlantski slijev Mediterana i Atlantika bazena, klima sjeverno od raspona je blaža i oceanska, tipična za tzv. zelenu Španjolsku,  dok su prema jugu obalnog raspona i u unutrašnjem rasponu zime hladne i snježne, a ljeta suša i toplija nego u sjevernom rasponu, općenito klima u baskijskim općinama južno od ovog područja je više mediteranska s nekim kontinentalnim osobinama, s manje oborina i puno hladnijim zimama od onih primorskih općina sjeverno od raspona. 
Snijeg je jako neredovit tijekom zime. Od studenog do travnja može se naći snježni pokrivač u baskijskom gorju iznad 700 m, ali promjenljivi vremenski uvjeti u Biskajskom zaljevu mogu donijeti velike nakupine snijega a nagli porasti temperature mogu ga otopiti za nekoliko dana, zbog učinka Foehnovog vjetra. Ovo nagli topljenje može uzrokovati probleme s poplavama problema, posebno u ravnicama sjeverne Alave.

## Masivi
Ovo je lanac umjerenih visina; Aitxuri (1551 m) u masivu Aizkorri je najviši vrh.
U unutarnjem lancu glavni masivi od zapada prema istoku su: 
- Sierra Salvada (Orduña)
- Planine Vitorije, najvažnija koja je Kapildui (1177 m)
- Izki
- Urbasa, 1000 m visoka visoravan
- Andía, s impresivnim Beriainom (1493 m)

U obalnom rasponu njegovi glavni masivi od zapada prema istoku su: 
- Gorbea (Gorbeia) 1.481 m, najviši vrh Biskaje
- Urkiola, Anboto (1.331 m), što je njegov najveći vrh.
- Elgea
- Aizkorri
- Altzania,  s Aratzom na maksimalnoj visini (1442 m).
- Aralar, njegov najpoznatiji vrh Txindoki (1346 m)

## Priroda
Raspon je gotovo u cijelosti vapnenački, ali mogu se naći i drugi materijali. Obronci su uglavnom blagi, ali postoje mnogi vapnenački vrhovi i litice u kojima žive supovi žive. Tu je u izobilju vegetacija oceanske klime poput bukve, hrasta, breza i drugih poput kantabrijske crnike i Kalifornijski bor (Pinus radiata), posljednji koji je umjetno uveden.